# 로즈메리
로즈메리(영어: rosemary)는 바늘 같은 잎을 가진 여러해살이 식물로, 민트와 같은 과에 속한다. 지중해 연안이 원산지인 허브이며 푸른 잎과 특유의 향을 가졌다. 로즈메리라는 이름은 라틴어로 '바다(marinus)의 이슬(ros)'이라는 뜻의 '로즈마리누스(rosmarinus)'에서 왔다. 꽃은 겨울과 봄에 피며 색깔은 흰색, 분홍색, 자주색, 푸른색 등이 있다.

## 재배
허브 및 식재료로 많이 쓰고 가뭄에 잘 견뎌서 지중해성 기후가 나타나는 지역에서 경작용 작물로 심는다. 약용 식물로 재배하나 정원에서 관상용으로도 심는다. 쉽게 잎이 헝클어지거나 가지가 부러지지 않아서 토피어리(정원 장식의 한 방법)용으로도 많이 쓰인다. 노지에서 잘 자라나 작은 화분에서 키울 경우 햇빛을 잘 보게 하고 물은 화분의 표토가 어느 정도 말랐을 때 흠뻑 젖을 정도로, 가끔씩 주는 것이 좋으며 뿌리의 과습은 피하는 것이 좋다.

## 신화
신화에 따르면, 성모 마리아가 쉬고 있을 때 흰 꽃이 만발한 로즈메리 덤불 위에 푸른 색의 외투를 펴고 꽃이 푸른 색으로 변했다고 한다. 관목은 그 때 "메리의 장미"로 알려지게 되었다. 고대 이집트인, 로마인 및 그리스인은 로즈메리를 신성한 것으로 여겼다.

## 쓰임새
민트와 같은 계열에 속하며 특유의 은은한 향으로 고기요리에 향을 더하고 생선 비린내를 없앤다. 특히 고기를 구울 때 뿌리거나 소스 등을 만들 때 자주 쓰인다. 주로 말려서 빻은 가루 형태로 사용되며 서늘한 곳에 보관하거나 냉동 보관한다.

### 요리
로즈마리 잎은 속을 채운 양고기, 돼지고기, 닭고기, 칠면조 고기 등의 음식에 향료로 사용된다. 신선하거나 말린 잎은 전통적인 지중해 요리에 사용된다. 씁쓸하고 떫은 맛이 나며, 요리된 많은 음식을 보완하는 독특한 향이 있다. 허브차는 잎으로 만들 수 있다. 고기나 야채와 함께 구우면 잎에서 겨자 같은 향이 나고 그을린 나무 향이 추가되어 바비큐 요리에 잘 어울린다.
1티스푼(1그램)과 같이 일반적으로 음식의 맛을 내기 위해 사용되는 양의 로즈마리는 영양가를 제공하지 않는다. 로즈마리 추출물은 산패되기 쉬운 오메가 3가 풍부한 오일의 저장 수명과 열 안정성을 향상시키는 것으로 나타났다. 로즈마리는 또한 효과적인 항균 허브이다.

### 방향
로즈마리 오일은 향기로운 신체 향수의 목적으로 사용되거나 방에 향기를 발산하는 데 사용된다. 향으로 태워서 샴푸나 청소용품에도 사용된다.

## 사진

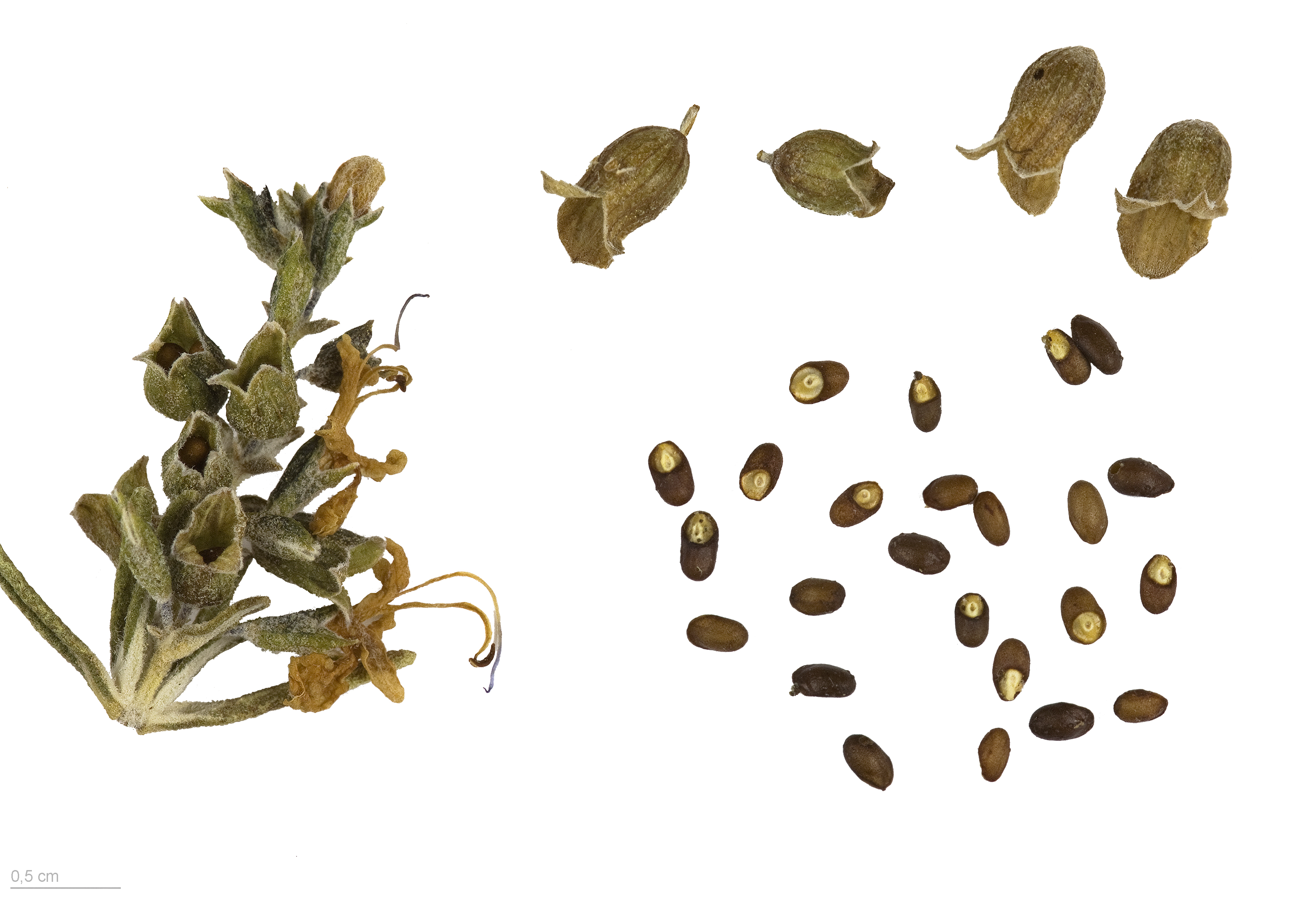
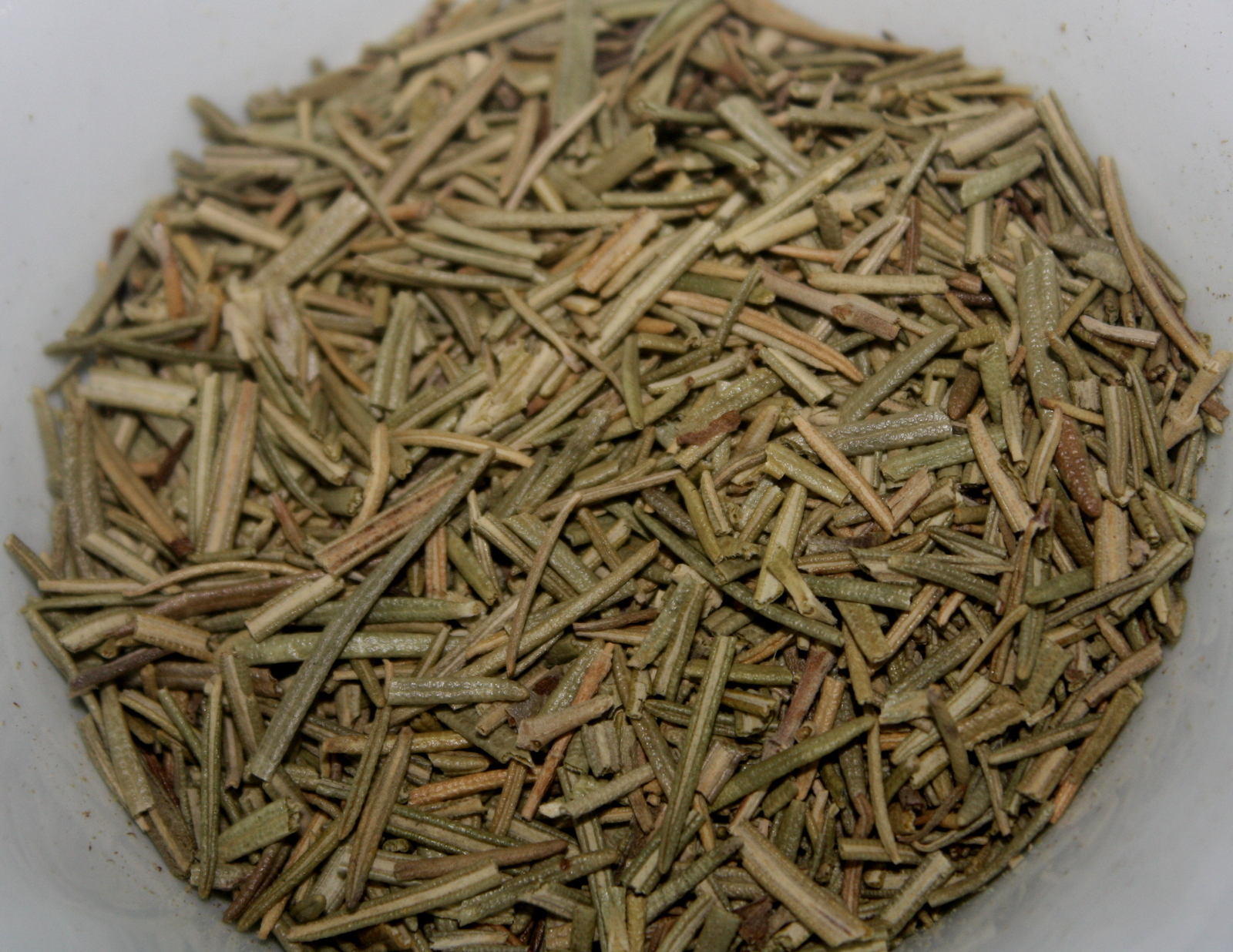